# 부마동자
"부마동자"(임소로의 부마동자)는 한국에서 제작된 강구연 감독의 1990년 드라마 영화이다. 임소로 등이 주연으로 출연하였고 이금복 등이 제작에 참여하였다.

## 출연

### 주연
- 임소로
- 서경선

## 기타
- 조명: 조길수
- 미술: 도용우